# Discesa nel Limbo (Tintoretto)
La Discesa nel Limbo è un dipinto del pittore veneziano Tintoretto realizzato circa nel 1568 e conservato nella Chiesa di San Cassiano a Venezia.

## Descrizione
Il dipinto ha per soggetto la discesa di Cristo agli inferi.
La composizione è su due diagonali.
Cristo in alto a destra che va verso il basso e tende la mano verso Adamo ed Eva posti sul lato in basso a sinistra. A fianco ad Eva troviamo Christiano de' Gori e altri commissionari dell'opera della Scuola del Santissimo Sacramento facendosi rappresentare nei giusti dell'Antico Testamento.
Nell'altra diagonale troviamo due angeli Satana in basso a sinistra e San Michele Arcangelo in alto a destra.